# Castiarina bifasciata
Castiarina bifasciata es una especie de escarabajo del género Castiarina, familia Buprestidae. Fue descrita científicamente por Hope en 1831.